# Papagos
Papagos (in greco Παπάγου?) è un ex comune della Grecia nella periferia dell'Attica (unità periferica di Atene Settentrionale) con 13 207 abitanti secondo i dati del censimento 2001.
È stato soppresso a seguito della riforma amministrativa, detta Programma Callicrate, in vigore dal gennaio 2011 ed è ora compreso nel comune di Papagou-Cholargos.